# Aeropuerto de Peawanuck
El Aeropuerto de Peawanuck (del inglés: Peawanuck Airport) (IATA: YPO, OACI: CYPO) está ubicado adyacente a Peawanuck, Ontario, Canadá.

## Aerolíneas y destinos
- Air Creebec
  - Attawapiskat / Aeropuerto de Attawapiskat
  - Kashechewan / Aeropuerto de Kashechewan
  - Fort Albany / Aeropuerto de Fort Albany
  - Moosonee / Aeropuerto de Moosonee
  - Timmins / Aeropuerto de Timmins
  - Waskaganish / Aeropuerto de Waskaganish